# Raveau
Raveau é uma comuna francesa na região administrativa de Borgonha-Franco-Condado, no departamento Nièvre. Estende-se por uma área de 35,25 km². Em 2010 a comuna tinha 674 habitantes (densidade: 19,1 hab./km²).